# Das andere Rom
Das andere Rom (Originaltitel: Sacro GRA [ˈsakro dʒi ˈɛrre a], italienisch für „Heilige GRA“) ist ein italienischer Dokumentarfilm aus dem Jahr 2013 von Gianfranco Rosi. Der Film gewann bei den Internationalen Filmfestspielen von Venedig 2013 als erster Dokumentarfilm den Goldenen Löwen und wurde auf zahlreichen Festivals aufgeführt.
Der Film beschreibt das Leben entlang der Autostrada A90 (Autostrada del Grande Raccordo Anulare, kurz: GRA), der Ringautobahn, die um die Hauptstadt Rom herumführt. Laut dem Regisseur, der in mehr als zwei Jahren Filmmaterial sammelte, ist der Film inspiriert durch Italo Calvinos Roman Die unsichtbaren Städte (1972), in dem der Entdecker Marco Polo seine Reisen zum Kaiser von China, Kublai Khan, beschreibt.
Der Kinostart in Deutschland war am 26. März 2015.

## Inhalt
Auf der Grande Raccordo Anulare, der GRA, strömt Tag und Nacht der Verkehr. Rosi porträtiert acht Protagonisten, die Abgasen, Feinstaub und ständigem Verkehrslärm trotzen. Er bringt Menschen unterschiedlicher Herkunft und Schichtzugehörigkeit zusammen und lässt den Zuschauer an ihrem Alltag teilhaben. Dabei bleibt er weitgehend im Hintergrund: Er führt keine Interviews, er erzählt keine Geschichte. Die Menschen, die er besucht, sind weder Berühmtheiten noch normale Leute, zweifelsohne sind sie jedoch skurril.
Da ist etwa der Biologe Francesco, der einen verzweifelten Kampf gegen gefräßige Käfer führt, indem er mit einem Mikrophon nach Geräuschen der Larven horcht. Der dekadente Principe Filippo thront in seinem prunkvoll-geschmacklosen Palazzo, den er an Filmproduktionen vermietet. Zwei betagte Prostituierte warten an der Autobahn unverdrossen auf Kundschaft. Der Fischer Cesare, der in der siebten Generation seinem Handwerk nachgeht, sorgt sich um die Zukunft der einheimischen Aale. Der Rettungssanitäter Roberto birgt bei seinen gefährlichen Einsätzen täglich neue Unfallopfer. Der verarmte Adelige Paolo aus Piemont, der mit seiner erwachsenen Tochter auf engstem Raum in einem modernen Appartementhaus lebt, plaudert mit ihr über Gott und die Welt. Und nicht zuletzt sind da die skurrilen Bewohner eines neuen Plattenbaus.

## Kritik
Der Film erhielt überwiegend gute Kritiken. Beim US-amerikanischen Filmkritikaggregator Rotten Tomatoes sind 80 % der Bewertungen positiv bei insgesamt 15 Kritiken. Die durchschnittliche Bewertung beträgt 7,2/10.
Der film-dienst urteilte, der Film verdichte „unterschiedlichste soziale Sphären“ durch eine „prägnante Montage und eine komplexe Bildsprache zu einem poetischen Zeitbild“. Unterschwellig klinge dabei das „Bedauern über die Auflösung traditioneller Verbände an, über soziale Ungerechtigkeit und den Verlust gesellschaftlicher Visionen“. Die Filmwebsite kino.de bemerkte, die Dokumentation nehme „sich Zeit für die Ereignislosigkeit und ihre Beobachtung“. Entstanden seien „liebevolle Chroniken, deren profanen Helden man gerne beim Überleben zusieht“. Der Film sei jedoch „bei weitem kein dokumentarischer Meilenstein“, sondern „konventionell inszeniert“.
Jay Weissberg vom Branchenblatt Variety schrieb, die „Verschiedenheit [der Charaktere] allein mache noch keinen Film, und ohne tiefere Betrachtungen der Persönlichkeiten oder eine überzeugendere Handlungsstruktur bleibe die Idee an sich im Nachhinein faszinierender als das finale Produkt“. Deborah Young urteilte im Hollywood Reporter, der Film habe „nichts Heiteres oder Welterschütterndes“, jedoch würde die Folk-Musik im leichten Off-Beat das Interesse des Zuschauers an den Alltagsgeschichten binden, wie auch der „exzellente Schnitt“ von Jacopo Quadri.

## Auszeichnungen
Der Film gewann bei den Internationalen Filmfestspielen von Venedig 2013 den Goldenen Löwen; außerdem erhielt Rosi dort den Leoncino d’Oro Agiscuola Award. Des Weiteren wurde Sacro GRA auf dem Seville European Film Festival 2013 mit dem Silver Giraldillo als Bester Film ausgezeichnet. Bei den Golden Ciak Awards gewann der Film den Golden Ciak für den Besten Sound und wurde in den Kategorien Beste Kamera (Gianfranco Rosi) sowie Bester Schnitt (Jacopo Quadri) nominiert.